# Siedzący tryb życia

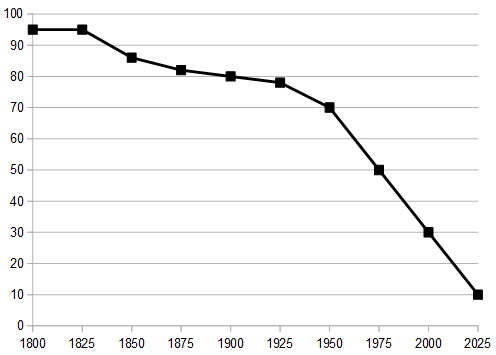
Zmiana aktywności ruchowej człowieka od wieku XIX do teraz

Bezczynność ruchowa, pasywna aktywność ruchowa, hipokinezja (łac. hypokinesis, ze stgr. υπó, hipo = pod, tu: mało + stgr. kinein = poruszać się), niewystarczająca aktywność ruchowa. Według innej definicji jest to zmniejszenie obciążenia układu ruchowego przy jednoczesnym przeciążeniu układu nerwowego wynikające z charakteru pracy w pozycji wymuszonej. Sedentarny tryb życia prowadzi do zaburzeń w funkcjonowaniu całego organizmu, a szczególnie niekorzystnie oddziałuje na układy: sercowo-naczyniowy, trawienny, nerwowy, mięśniowy. Według WHO w sposób pośredni i bezpośredni jest główną przyczyną zgonów w krajach rozwiniętych. Od lat 50. XX wieku obserwowane jest gwałtowne przyspieszenie zjawiska hipokinezji.
WHO na skutek niepokojących danych dotyczących zdrowia publicznego zaktualizowało wytyczne dotyczące zdrowego stylu życia, zawierające istotne zalecenia do zachowania społeczeństwa w zdrowiu: m.in. reformie uległa znana dotychczas piramida zdrowego odżywiania, która została rozszerzona o aktywność fizyczną. Umiejscowienie aktywności fizycznej w nowych wytycznych u podstawy piramidy zdrowego odżywania i aktywności fizycznej podkreśla istotność aktywności ruchowej w życiu każdego człowieka.

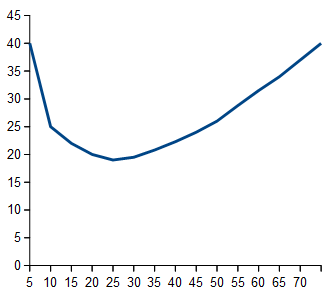
Średnia suma godzin objętości ruchowej (w tygodniu) niezbędna do zachowania zdrowia u osób w różnym wieku. Oś X – grupy wiekowe, Oś Y – godziny.

Człowiek podobnie jak inne istoty żywe jest stworzony do nieustannej aktywności fizycznej.

## Przyczyny bezczynności ruchowej
- brak lub niewystarczająca edukacja w zakresie higieny życia codziennego
- brak zainteresowania ruchem w rodzinie (niewystarczająca edukacja, brak wzorców)[7]
- nadmierne obciążenie umysłowe dzieci w wieku szkolnym, jak i osób dorosłych niezrównoważone wystarczającą aktywnością fizyczną
- spędzanie wolnego czasu nieaktywnie lub mało aktywnie, często przed monitorem telewizora, wyświetlacza komputerowego w pozycji leżącej lub siedzącej
- kontuzje
- zaburzenia lękowe i inne choroby cywilizacyjne

## Wpływ bezczynności na zdrowie
Zbyt mała aktywność ruchowa w każdym wieku prowadzi do osłabienia organizmu oraz wpływa ujemnie na rozwój fizyczny, oraz umysłowy. Katastrofalne zmiany zachodzą we wszystkich układach i narządach, niektóre z nich zostały wymienione poniżej.

### układ sercowo-naczyniowy
- wszystkie parametry opisujące pracę serca ulegają pogorszeniu, najbardziej widoczne jest to w zmniejszeniu objętość wyrzutowej oraz pojemności minutowej serca
- objętość krwi ulega zmniejszeniu
- spada aktywność unerwienia współczulnego serca
- pojawiają się zmiany niedokrwienne w sercu
- w wyniku osłabienia napięcia mięśniowego dochodzi do zmniejszenia naprężenia ścian naczyń żylnych, wobec czego zwiększa się prawdopodobieństwo żylaków, przede wszystkim kończyn dolnych
- zwiększa się prawdopodobieństwo choroby nadciśnieniowej
- zwiększa się ryzyko zatorów na skutek zwiększenia się krzepliwości krwi
- przewlekły brak ruchu prowadzi do osłabienia serca i rozwinięcia się syndromu tzw. serca urzędniczego
- spada tempo regeneracji tkanek widoczne np. w postaci osłabienia tempa gojenia się ran
- zaburzenia erekcji[8]
- pojawia się cellulit

### układ pokarmowy
- zmniejsza się metabolizm
- rośnie ryzyko otyłości[9] (organizm w sposób naturalny nadwyżkę dostarczanej energii magazynuje w tkance tłuszczowej)
- wzrasta poziom cukru we krwi jako wynik spadku tolerancji na glukozę i insulinę przez tkanki
- zwiększa się ryzyko rozwoju cukrzycy
- pojawiają się zmiany miażdżycowe w naczyniach będące następstwem wzrostu stężenia cholesterolu frakcji LDL, przy równoczesnym spadku frakcji HDL.
- pojawiają się problemy z trawieniem i przyswajaniem strawionego pokarmu
- dochodzi do upośledzenia perystaltyki jelit i zaparć mogących skutkować żylakami odbytu[2]
- spada zdolność do termogenezy poposiłkowej, wskutek czego dochodzi do upośledzenia termoregulacji

### układ odpornościowy
- spada aktywność całego układu immunologicznego, a w konsekwencji wszystkich rodzajów odporności
- bariery immunologiczne ulegają osłabieniu
- zmniejszają się właściwości fagocytarne granulocytów obojętnochłonnych
- zwiększa się prawdopodobieństwo choroby nowotworowej

### układ kostno-stawowy
- ulega zaburzeniu gospodarka wapniowo-fosforanowa, co w konsekwencji prowadzi do odwapnienia kości i osteoporozy skutkując większą częstotliwością złamań u obu płci
- zwiększa się ryzyko uszkodzenia stawów w wyniku zaniku tkanki chrzęstnej powierzchni stawowej, mazi stawowej
- większe ryzyko złamań kości z powodu zaniku nacisku na nie.
- ruchliwość stawów ulega ograniczeniu wobec czego dochodzi do osłabienia i przykurczy mięśni, torebek stawowych, więzadeł, a także zrostów kostnych
- spożywanie pokarmu niewymagającego gryzienia może prowadzić do rozwoju paradontozy, a w konsekwencji obruszania i wypadania zębów[4].

### układ oddechowy
- spadek wydolności fizycznej np. unieruchomienie na okres 3 tyg. możne spowodować spadek wydolności o ok. 1/5[2]
- obniża się maksymalne pobieranie tlenu (VO2max). 3 tyg. leżenia w łóżku zmniejsza pułap tlenowy o ok. 30%[10].
- spada pojemność życiowa płuc (VC)
- zmniejsza się maksymalna wentylacja płuc (MVV)
- wskutek zaniku aktywności i liczby enzymów oddechowych pojawiają się trudności związane z wymianą gazową

### układ nerwowy
- osłabienie koordynacji ruchowej, pojawiają się zaburzenia równowagi i umiejętności poruszania się
- zaburzenie czucia prioprioreceptywnego
- ostrość wzroku ulega pogorszeniu
- pojawiają się problemy z depresją, nerwicą, agresją związaną ze spadkiem tzw. odporności na stres.
- pojawiają się silne bóle głowy.
- zwiększa się poziom hormonów stresu
- pogarsza się umiejętność uczenia, zapamiętywania, może pojawić się otępienie[3].
- zmniejsza się odporność na czynniki środowiskowe

### układ mięśniowy
- zanik mięśni (atrofia) – dotyczy szczególnie kończyn dolnych
- osłabienie siły mięśniowej
- spada produkcja hormonu wzrostu (somatotropiny)
- zmniejszenie liczby białych włókien mięśniowych (szybko kurczliwych)
- spadek liczby mitochondriów w komórkach mięśniowych
- osłabienie reakcji komórek mięśniowych na insulinę
- mięśnie tułowia ulegają zwiotczeniu, co przekłada się na problem z utrzymaniem prawidłowej postawy ciała i zaburzeniami ze strony układu krążenia i oddechowego.
- mięśnie stopy ulegają osłabieniu, wobec czego nie są w stanie utrzymać poprawnego jej wysklepienia, w konsekwencji może doprowadzić do płaskostopia.
- tkanka tłuszczowa aktywna metabolicznie tzw. dobra tkanka tłuszczowa w wyniku braku narażenia organizmu na zimno ulega przekształceniu w białą tkankę tłuszczową tzw. złą tkankę tłuszczową lub szybszej apoptozie.

### układ rozrodczy
- w wyniku zmian hormonalnych i zaniku gonad może dojść do spadku płodności i bezpłodności[11]